# 두기봉
두기봉(杜琪峰, 영어: Johnnie To，1955년 4월 22일 ~ )은 홍콩의 영화 감독이다. 1973년 홍콩의 TV방송사인 TVB의 연기자학원에 입소하여 교육을 받았고 이후 스태프로 일했다. TVB의 명 프로듀서 감국량 밑에서 TV드라마 연출을 하다 1980년 《벽수한산탈명금》으로 영화데뷔를 했다. 1996년에 위가휘 감독과 은하영상을 차려 이른바 '두기봉 스타일'의 영화를 찍기 시작했다. 오늘날 해외영화제에서 가장 홍콩적인 감독으로 평가받고 있다. 2009년 14회 부산국제영화제에서는 '조니 토 특별전: 조니 토의 영화세계'라는 타이틀로 두기봉 감독 회고전을 가졌다. 《우견아랑》에서 《복수》까지 모두 9편의 두기봉 감독 작품이 소개되었다.

## 주요 작품
- 피의 복수 (2009년)
- 참새 (2008년)
- 호접비 (2008년)
- 트라이앵글 (2007년)
- 매드 디텍티브 (2007년)
- 익사일 (2007년)
- 흑사회2 (2006년)
- 흑사회 (2005년)
- 오픈 로드 (2004년)
- 유도용호방 (2004년)
- 대사건 (2004년)
- 용봉투 (2004년)
- 절대초인 (2003년)
- 지존무상 2 - 영패천하 (1991년)

## 수상
- 《흑사회》 금상장 감독상 수상
- 《PTU》 금상장 금자형장 감독상 수상
- 《미션》 금상장 금마장 금자형장 감독상 수상
- 《대사건》 금마장 감독상 수상
- 《익사일》 금자형장 감독상 수상